# Rungia khasiana
Rungia khasiana är en akantusväxtart som beskrevs av T. Anders.. Rungia khasiana ingår i släktet Rungia och familjen akantusväxter. Inga underarter finns listade i Catalogue of Life.